# Omereque (gemeente)
Omereque is een gemeente (municipio) in de Boliviaanse provincie Campero in het departement Cochabamba. De gemeente telt naar schatting 5.857 inwoners (2018). De hoofdplaats is Omereque.